# Società internazionale delle piante carnivore
La Società internazionale delle piante carnivore (International Carnivorous Plant Society, ICPS) è un'organizzazione non a scopo di lucro fondata nel 1972. È l'autorità internazionale di registrazione (International Registration Authority, IRA) per i cultivar di piante carnivore.
L'ICPS pubblica una rivista trimestrale, la Carnivorous Plant Newsletter.

## Progetti di conservazione
L'ICPS ha istituito il "Progetto per la sopravvivenza della Nepenthes clipeata" (Nepenthes clipeata Survival Project, NcSP) per facilitare la conservazione di questa specie. Con solamente 15 piante stimate rimanenti allo stato selvatico al 1995, la Nepenthes clipeata è la più a rischio tra le piante carnivore tropicali. Si stima che vi siano soltanto tre o quattro linee geneticamente distinte di piante in coltivazione sul "mercato bianco" (raccolte legalmente).